# Johann Adam von Diemar
Johann Adam von Diemar (* 1674 in Meißen; † 28. März 1747 in Naumburg (Saale)) war ein königlich-polnischer und kurfürstlich-sächsischer General der Infanterie.

## Leben

### Herkunft
Er war der Sohn des schwedischen Rittmeisters Wilhelm Sebastian von Diemar († 23. Oktober 1699) und dessen Ehefrau Christina Elisabetha, geborene von und zu Erffa († 1696). Ernst Hartmann von Diemar (1682–1754), hessen-kasselscher Regimentsinhaber, Land-Komtur des Deutschordensballei Hessen (1748–1761), KuK Generalfeldmarschall war sein jüngerer Bruder.

### Militärkarriere
Anders als sein Vater schlug er eine Militärlaufbahn bei der fürstlich gothaischen Armee ein. Diemar diente zunächst als einfacher Soldat und Unteroffizier. Anschließend wechselte er als Leutnant in die markgräfliche ansbachische Armee. Er erhielt 1701 eine eigene Kompanie im Regiment „Seckendorff“ und kämpfte 1704 bereits als Major in der Schlacht am Schellenberg und in der Schlacht bei Höchstädt. Anschließend ging das Regiment nach Brabant, wo er zum Oberstleutnant ernannt wurde. Im Jahr 1709 kam das Regiment in sächsische Dienste und Diemar wurde am 12. August 1709 zum Oberst befördert. Mit den Regiment kämpfte er weiter in Brabant, Pommern und Polen. Mit der sächsischen Heeresreform von 1717 verließ der bisherige Inhaber Graf Seckendorf das Regiment und übergab es Diemer. 1719 musste er es dem Oberst Marancour überlassen und erhielt dafür das Dragonerregiment des Generals Gfug. Am 16. März 1724 wurde er zum Generalmajor befördert und der Oberst Katte erhielt nun das Dragonerregiment. Am 11. April 1733 wurde er zum Generalleutnant ernannt.
Während des Polnischen Erbfolgekrieges führte Diemar eine Armee nach Polen und besetzte am 24. Dezember 1733 mit 4500 Mann Krakau. So lange sich der neue polnische König August III. sich dort aufhielt, war er Kommandant der Stadt. Anschließend begleitete er den König mit 6000 Mann bis an die schlesische Grenze. Er sollte nach Danzig vorrücken, aber als sich der feindliche General Kiowsky Krakau näherte, wurde er zurück beordert. Ein Detachement unter dem Oberstleutnant Rex stieß am 17. April 1734 unvermutet auf 2000 Mann feindliche Kräfte und wurde vernichtet. Dieses wurde Diemar zur Last gelegt und erhielt einige Jahre kein Kommando mehr. Dennoch erhielt er 1738 den St. Heinrichs-Orden. Am 24. März 1741 wurde Diemar General der Infanterie und erhielt das Kommando in Erzgebirge zur Sicherung der böhmischen Grenze. 1744 erhielt er das Kommando über das Lager bei Chemnitz, als die Armee nach Böhmen zog. Diemar blieb zur Grenzsicherung zurück. 1745 hatte er das Kommando über das Lager bei Dresden, als der preußische General Leopold von Dessau angriff. In der Schlacht bei Kesselsdorf führte Diemar den linken Flügel, aber die Schlacht ging verloren.
Nach dem Frieden von Dresden kam er mit seinem Standquartier nach Naumburg (Saale), wo er 1747 starb. Er wurde mit militärischen Ehren in der Marienkirche beigesetzt.
Er heiratete 1705 Eva Regina vom Remchingen, hatte aber keine Nachkommen.